# Morti nel 2006/Marzo
| Questa pagina contiene informazioni ricavate automaticamente dalle voci biografiche con l'ausilio del template Bio e di un bot. L'aggiornamento è periodico e automatico e ricostruisce completamente la pagina. Se manca una persona in questa lista, sei pregato di non aggiungerla, ma accertati piuttosto che la sua voce biografica contenga il template Bio e che i dati anagrafici siano correttamente compilati. Se il template Bio manca, inseriscilo tu stesso o, in alternativa, metti l'avviso {{tmp\|Bio}} che ne segnala la mancanza. Se i dati riportati sono sbagliati, correggi direttamente la voce biografica; le modifiche saranno visibili in questa lista entro pochi giorni. Per chiarimenti vedi il progetto biografie. La lista contiene solo le 139 persone che sono citate nell'enciclopedia e per le quali è stato implementato correttamente il template Bio. Pagina aggiornata al 18 ago 2025. |

- 1º marzo - Reidar Liaklev, pattinatore di velocità su ghiaccio norvegese (n. 1917)
- 1º marzo - Peter Osgood, calciatore inglese (n. 1947)
- 1º marzo - Peter Sykes, regista australiano (n. 1939)
- 1º marzo - Jenny Tamburi, attrice, personaggio televisivo e direttrice del casting italiana (n. 1952)
- 1º marzo - Zuhdi Labib Terzi, diplomatico palestinese (n. 1924)
- 2 marzo - Philippe Muray, scrittore e saggista francese (n. 1945)
- 2 marzo - Jack Wild, attore britannico (n. 1952)
- 3 marzo - Ivor Cutler, poeta, cantautore e umorista scozzese (n. 1923)
- 3 marzo - Else Fischer, ballerina e coreografa svedese (n. 1918)
- 3 marzo - Adriano Gransinigh, generale e storico italiano (n. 1932)
- 4 marzo - Luigi Borghi, politico e sindacalista italiano (n. 1924)
- 4 marzo - Ivano Corghi, allenatore di calcio e calciatore italiano (n. 1922)
- 4 marzo - Carol Hamilton, cestista canadese (n. 1963)
- 5 marzo - Milan Babić, politico serbo (n. 1956)
- 5 marzo - Alberto Emiliozzi, ciclista su strada italiano (n. 1930)
- 5 marzo - Richard Kuklinski, mafioso e serial killer statunitense (n. 1935)
- 5 marzo - Roman Ogaza, calciatore polacco (n. 1952)
- 5 marzo - John Joseph Paul, vescovo cattolico statunitense (n. 1918)
- 5 marzo - Donato Squicciarini, arcivescovo cattolico italiano (n. 1927)
- 6 marzo - Anne Braden, attivista statunitense (n. 1924)
- 6 marzo - Pedro María Iturriaga, calciatore spagnolo (n. 1939)
- 6 marzo - Clelia Marchi, agricoltrice e scrittrice italiana (n. 1912)
- 6 marzo - Biagia Marniti, poetessa, giornalista e bibliotecaria italiana (n. 1921)
- 6 marzo - Kirby Puckett, giocatore di baseball statunitense (n. 1960)
- 6 marzo - Dana Reeve, cantante, attrice e attivista statunitense (n. 1961)
- 6 marzo - Tito Tolin, saltatore con gli sci italiano (n. 1935)
- 6 marzo - Simon Ungers, architetto tedesco (n. 1957)
- 7 marzo - Gordon Parks, regista, sceneggiatore e attore statunitense (n. 1912)
- 7 marzo - Ali Farka Touré, cantante e chitarrista maliano (n. 1939)
- 8 marzo - Teresa Ciepły, ostacolista e velocista polacca (n. 1937)
- 8 marzo - Giordano Cottur, ciclista su strada e dirigente sportivo italiano (n. 1914)
- 8 marzo - Jorge Eduardo Eielson, artista e scrittore peruviano (n. 1924)
- 8 marzo - Rhoda Williams, attrice e doppiatrice statunitense (n. 1930)
- 9 marzo - Hanka Bielicka, attrice, cabarettista e cantante polacca (n. 1915)
- 9 marzo - Erik Elmsäter, siepista svedese (n. 1919)
- 9 marzo - Geir Ivarsøy, informatico norvegese (n. 1957)
- 9 marzo - Anna Moffo, soprano e attrice statunitense (n. 1932)
- 9 marzo - Laura Stoica, cantante, attrice e compositrice rumena (n. 1967)
- 10 marzo - Filippo Fiorino, politico italiano (n. 1932)
- 10 marzo - Renzo Giovampietro, attore e regista teatrale italiano (n. 1924)
- 10 marzo - Lawrie Thompson, calciatore scozzese (n. 1936)
- 11 marzo - Rina Ferri, pittrice e scultrice italiana (n. 1924)
- 11 marzo - Bernie Geoffrion, hockeista su ghiaccio e allenatore di hockey su ghiaccio canadese (n. 1931)
- 11 marzo - Slobodan Milošević, politico serbo (n. 1941)
- 11 marzo - Jesús Rollán, pallanuotista spagnolo (n. 1968)
- 11 marzo - Lindsay Shonteff, regista, produttore cinematografico e sceneggiatore canadese (n. 1935)
- 12 marzo - Jurij Brězan, scrittore e drammaturgo tedesco (n. 1916)
- 12 marzo - Jim Flynn, cestista irlandese (n. 1921)
- 13 marzo - Giuseppe Coniglio, poeta italiano (n. 1922)
- 13 marzo - Massimo Della Pergola, giornalista italiano (n. 1912)
- 13 marzo - Arne Dørumsgaard, musicista, compositore e cantante norvegese (n. 1921)
- 13 marzo - Bato Govedarica, cestista statunitense (n. 1928)
- 13 marzo - Jimmy Johnstone, calciatore scozzese (n. 1944)
- 13 marzo - Franco Morpurgo, attivista italiano (n. 1943)
- 13 marzo - Maureen Stapleton, attrice statunitense (n. 1925)
- 14 marzo - Robert Amadou, scrittore e parapsicologo francese (n. 1924)
- 14 marzo - Nat Frankel, cestista statunitense (n. 1913)
- 14 marzo - Lennart Meri, scrittore, regista e politico estone (n. 1929)
- 14 marzo - Alonso Zamora Vicente, filologo, lessicografo e scrittore spagnolo (n. 1916)
- 15 marzo - George Mackey, matematico statunitense (n. 1916)
- 15 marzo - Robert Maud, tennista sudafricano (n. 1946)
- 15 marzo - Geōrgios Rallīs, politico greco (n. 1918)
- 16 marzo - Jonathan Delisle, hockeista su ghiaccio canadese (n. 1977)
- 16 marzo - André Nguyễn Văn Nam, vescovo cattolico vietnamita (n. 1922)
- 16 marzo - Romeo Panciroli, arcivescovo cattolico italiano (n. 1923)
- 16 marzo - Giovanni Ruggeri, giornalista e scrittore italiano (n. 1928)
- 16 marzo - Livio Scarsi, fisico e astrofisico italiano (n. 1927)
- 17 marzo - Angelo Coletto, ciclista su strada italiano (n. 1935)
- 17 marzo - Renato Finelli, politico italiano (n. 1929)
- 17 marzo - Piero Masia, politico e medico italiano
- 17 marzo - Ray Meyer, allenatore di pallacanestro statunitense (n. 1913)
- 17 marzo - Gun Röring, ginnasta svedese (n. 1930)
- 17 marzo - Andrea Sacco, cantante e musicista italiano (n. 1911)
- 17 marzo - Titus Vossberg, scenografo e costumista tedesco (n. 1934)
- 18 marzo - Mario Torti, calciatore italiano (n. 1925)
- 19 marzo - Mohammad Ali, attore pakistano (n. 1931)
- 19 marzo - Anselmo Colzani, baritono italiano (n. 1918)
- 19 marzo - Ernesto Duchini, allenatore di calcio e calciatore argentino (n. 1910)
- 19 marzo - Anatolij Puzač, calciatore sovietico (n. 1941)
- 20 marzo - Nicolas Birtz, calciatore lussemburghese (n. 1922)
- 20 marzo - Gene Scott, tennista statunitense (n. 1937)
- 21 marzo - Giampaolo Cominato, dirigente sportivo, allenatore di calcio e calciatore italiano (n. 1942)
- 21 marzo - Decio Lucio Grandoni, vescovo cattolico italiano (n. 1928)
- 21 marzo - Bob Sims, cestista statunitense (n. 1938)
- 22 marzo - Pierre Clostermann, aviatore francese (n. 1921)
- 22 marzo - Eugene Landy, psicologo statunitense (n. 1934)
- 22 marzo - Pío Leyva, cantautore cubano (n. 1917)
- 22 marzo - Britt Lomond, attore e produttore televisivo statunitense (n. 1925)
- 22 marzo - Giuseppe Longoni, calciatore e allenatore di calcio italiano (n. 1942)
- 22 marzo - Franco Masala, politico e manager italiano (n. 1933)
- 22 marzo - Ivan Metodiev, calciatore bulgaro (n. 1955)
- 23 marzo - Sarah Caldwell, direttrice d'orchestra statunitense (n. 1924)
- 23 marzo - Milan Damjanović, calciatore jugoslavo (n. 1943)
- 23 marzo - Jean Desclaux, rugbista a 15, allenatore di rugby a 15 e dirigente sportivo francese (n. 1922)
- 23 marzo - Desmond Doss, militare statunitense (n. 1919)
- 23 marzo - Antonina Ivanova, pesista sovietica (n. 1932)
- 23 marzo - Noël Josèphe, politico francese (n. 1920)
- 23 marzo - Feodora Schenk, nobile e altista tedesca (n. 1920)
- 23 marzo - Eloy de la Iglesia, regista e sceneggiatore spagnolo (n. 1944)
- 24 marzo - John Glenn Beall Jr., politico statunitense (n. 1927)
- 24 marzo - Robert Carson, numismatico britannico (n. 1918)
- 24 marzo - Paolo Cavezzali, politico e sindacalista italiano (n. 1918)
- 24 marzo - Ion Munteanu, calciatore romeno (n. 1955)
- 24 marzo - Domenico Portera, storico e saggista italiano (n. 1932)
- 25 marzo - Johan Bontekoe, nuotatore olandese (n. 1943)
- 25 marzo - Pierina Campanella, dirigente d'azienda italiana (n. 1904)
- 25 marzo - Antonio De Vito, avvocato e politico italiano (n. 1919)
- 25 marzo - Francesco Dragosei, anglista, scrittore e disegnatore italiano (n. 1942)
- 25 marzo - Rocío Dúrcal, cantante e chitarrista spagnola (n. 1944)
- 25 marzo - Richard Fleischer, regista, sceneggiatore e produttore cinematografico statunitense (n. 1916)
- 25 marzo - Alvaro Noguera Giménez, imprenditore, economista e mecenate spagnolo (n. 1939)
- 25 marzo - Buck Owens, cantautore statunitense (n. 1929)
- 25 marzo - Edoardo Storti, ematologo italiano (n. 1909)
- 26 marzo - Demetrio Antonio Chianesi, militare italiano (n. 1914)
- 26 marzo - Ole Madsen, calciatore danese (n. 1934)
- 26 marzo - Alejandro Ruidiaz, calciatore argentino (n. 1969)
- 26 marzo - Nikki Sudden, cantautore, musicista e critico musicale britannico (n. 1956)
- 26 marzo - Angelo d'Arrigo, aviatore italiano (n. 1961)
- 27 marzo - Orazio Barbieri, politico e partigiano italiano (n. 1909)
- 27 marzo - Werner Camichel, bobbista svizzero (n. 1945)
- 27 marzo - Dan Curtis, sceneggiatore, regista e produttore televisivo statunitense (n. 1927)
- 27 marzo - Lisa Davanzo, pedagogista e poetessa italiana (n. 1917)
- 27 marzo - Ian Hamilton Finlay, poeta, scrittore e architetto del paesaggio scozzese (n. 1925)
- 27 marzo - Stanisław Lem, scrittore polacco (n. 1921)
- 27 marzo - Rudolf Vrba, scrittore, docente e medico slovacco (n. 1924)
- 28 marzo - Jerry Brudos, serial killer statunitense (n. 1939)
- 28 marzo - Pascual Enguídanos, scrittore spagnolo (n. 1923)
- 28 marzo - Caspar Weinberger, politico statunitense (n. 1917)
- 29 marzo - Don Alias, percussionista e batterista statunitense (n. 1939)
- 29 marzo - Henry Farrell, scrittore e sceneggiatore statunitense (n. 1920)
- 29 marzo - Federico Incardona, compositore italiano (n. 1958)
- 29 marzo - Gilles Martinet, giornalista, partigiano e politico francese (n. 1916)
- 29 marzo - Gretchen Rau, scenografa statunitense (n. 1939)
- 29 marzo - Bob Veith, pilota automobilistico statunitense (n. 1924)
- 30 marzo - Giuseppe Dimitri, terrorista e politico italiano (n. 1956)
- 30 marzo - Giorgio Rumi, storico e politologo italiano (n. 1938)
- 31 marzo - Olive McKean, nuotatrice statunitense (n. 1915)
- 31 marzo - Jackie McLean, sassofonista e compositore statunitense (n. 1931)
- 31 marzo - Lilly Wust, tedesca (n. 1913)